# Aktiube
Aktiube (en rus: Актюбе) és un poble de l'óblast d'Astracan, a Rússia. Pertany al districte de Volodarski. Segons el cens del 2010 tenia 92 habitants.